# Vignoble de Saxe

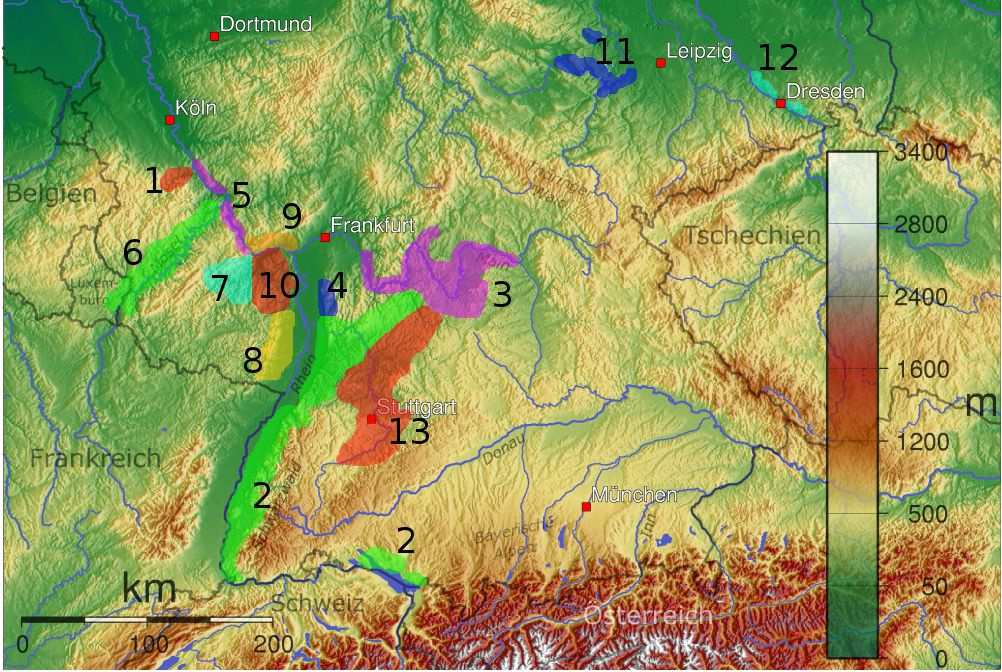
Vignoble de la Saxe, numéro 12 sur la carte des principales régions viticoles allemandes

Le vignoble de Saxe est l'une des treize régions viticoles d'Allemagne et remonte au moins au XIIe siècle.

## Situation

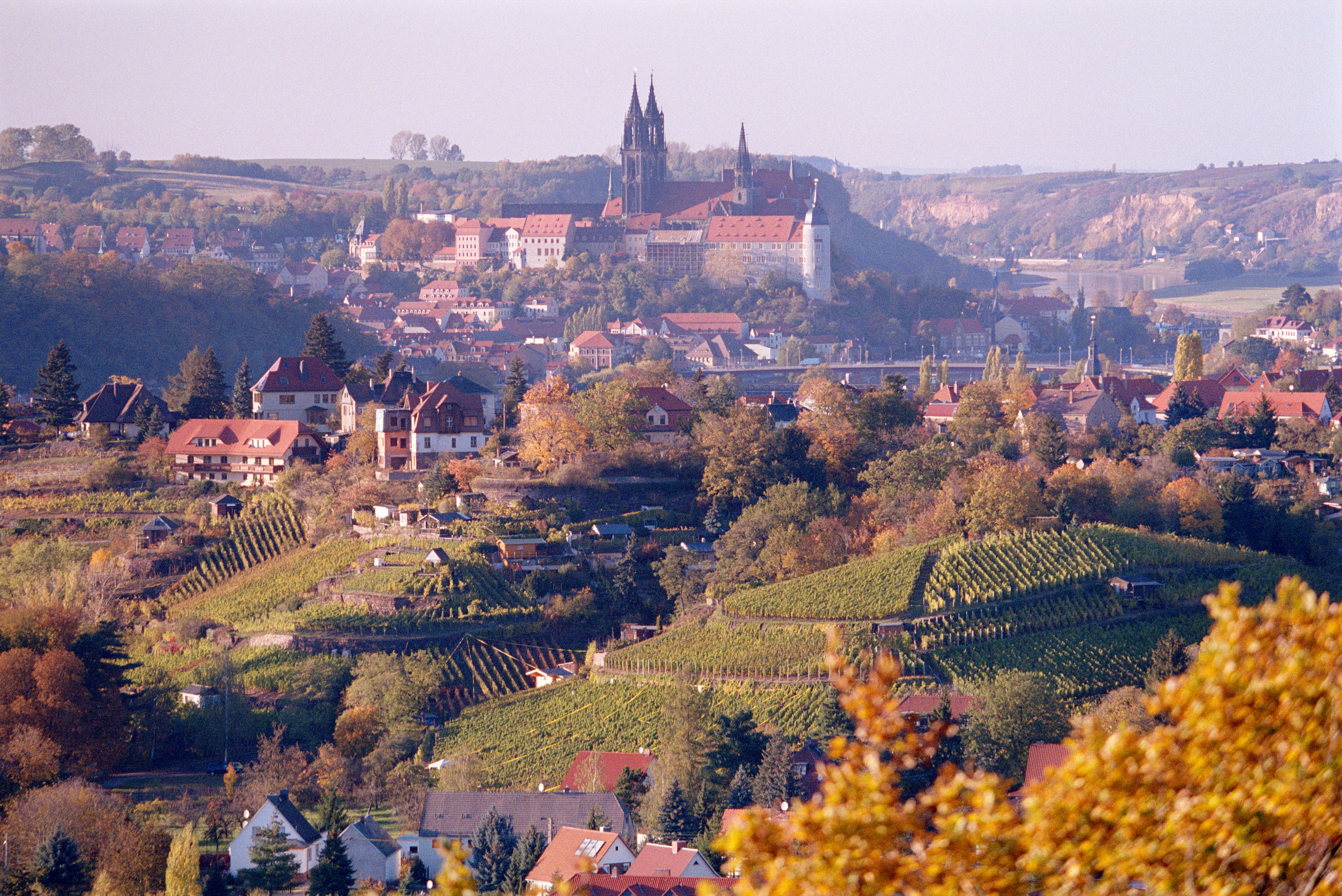
Collines viticoles de Saxe

Ce vignoble se trouve dans la partie orientale de la Saxe et une petite partie du Saxe-Anhalt et du Brandebourg. La Sächsische Weinstraße (route du vin saxonne) est réputée. Elle fait environ soixante kilomètres de long et parcourt les villages de la vallée de l'Elbe, de Pirna à Diesbar-Seußlitz. Ses collines dont les versants sud sont cultivés profitent du microclimat et d'une terre composée de lœss, à la fois limoneuse et graniteuse, comparable à celle de la Wachau en Autriche.

## Caractéristiques
Cette région vinicole de 507 hectares est la plus petite et l'une des plus septentrionales d'Allemagne.
81 % environ de la production est constituée de vins blancs sec et 19 % de vins rouges.

## Encépagement
Les cépages les plus cultivés sont le riesling, le müller-thurgau, le pinot blanc, le pinot gris, le traminer et le kerner. On trouve aussi du goldriesling et une  spécialité locale de rosé le Schieler : 
| - Riesling, 67 ha (13,2 %) - Müller-thurgau, 64 ha (12,6 %) - Pinot blanc, 61 ha (12,0 %) - Pinot gris, 48 ha (9,5 %) |

## Production
On peut citer pour leurs vins Radebeul, Lößnitz, le château de Wackerbarth, le château de Proschwitz à Zadel, les environs de Pillnitz, etc.

## Source
- (de) Cet article est partiellement ou en totalité issu de l’article de Wikipédia en allemand intitulé « Sachsen (Weinbaugebiet) » (voir la liste des auteurs).